# Gigi Chessa
Luigi Maria Giorgio Chessa, né en 1898 et mort en 1935, est un peintre italien, architecte, décorateur, et potier (peintre de céramique).

## Biographie

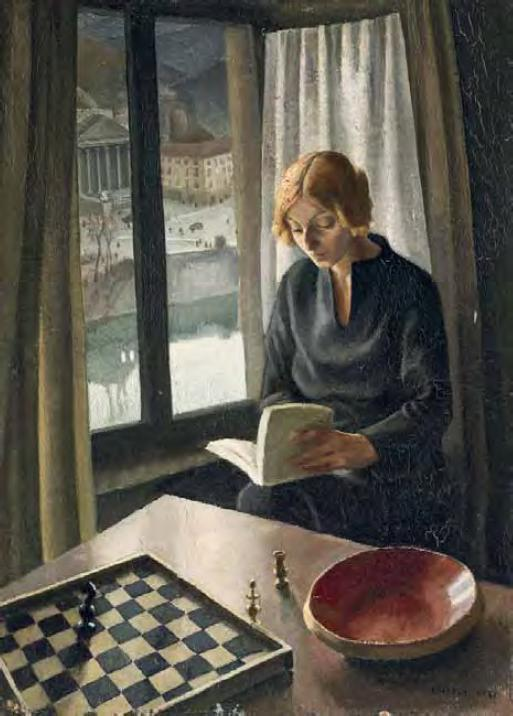
Interno

Il est né à Turin, où il a d'abord été formé par son père, le peintre et graveur Carlo Chessa. Il a assisté à l'Accademia Albertina, formé d'abord par Agostino Bosia, mais plus tard, il devient un élève et le protégé de Felice Casorati. En 1920, il s'installe à Anticoli Corrado. En 1922, il entame une longue collaboration avec la société "Lenci" de Turin produisant des céramiques.
En 1925, il a aidé à la conception de décors pour la présentation à Turin de L'Italiana in Algeri. En 1926, il voyage à New York pour la conception de décors pour le Metropolitan Theater. L'année suivante, il est nommé professeur de Scénographie pour la Scuola Superiore di Architettura de Turin. En 1927, il participé à la troisième Biennale di Monza, et à l'Exposition d'Artistes Italiens Contemporaines à Genève, et la Promotrice de Turin. En 1928, il expose à la Biennale de Venise.
En 1929, il  est l'un des fondateurs du Gruppo dei Sei de Turin, un groupe de peintres expressionnistes actif principalement à Turin. Le groupe a été formé par Jessie Boswell (1881-1956), Nicola Galante (1883-1969), Carlo Levi (1902-1975), Francesco Menzio (1899-1979) et Enrico Paulucci Delle Roncole (1901-1999). Le groupe expose ensemble pendant environ deux ans, et est dissous après les critiques des autorités fasciste. Il a continué à exposer au cours du début des années 1930, jusqu'à sa mort en 1935 à Turin des suites de la tuberculose. Sa veuve et la mère de ses deux enfants, épouse plus tard Menzio.